# Smulți
Smulți is een Roemeense gemeente in het district Galați.
Smulți telt 1510 inwoners.